# Renewi Tour 2024
Il Renewi Tour 2024, diciannovesima edizione della corsa e valida come trentesima prova dell'UCI World Tour 2024, categoria 2.UWT, si svolse in cinque tappe dal 28 agosto al 1º settembre 2024 su un percorso di 745,5 km, con partenza da Riemst, in Belgio, e arrivo a Geraardsbergen, in Belgio. La vittoria fu appannaggio del belga Tim Wellens, il quale completò il percorso in 16h03'28", alla media di 44,889 km/h, precedendo il connazionale Alec Segaert ed il norvegese Per Strand Hagenes.

## Tappe
| Tappa  | Data         | Percorso                                      | km    | Vincitore di tappa | Leader cl. generale |
| ------ | ------------ | --------------------------------------------- | ----- | ------------------ | ------------------- |
| 1ª     | 28 agosto    | Riemst > Bilzen                               | 163,6 | Jonathan Milan     | Jonathan Milan      |
| 2ª     | 29 agosto    | Tessenderlo > Tessenderlo (cron. individuale) | 15,4  | Alec Segaert       | Alec Segaert        |
| 3ª     | 30 agosto    | Blankenberge > Ardooie                        | 185,5 | Jonathan Milan     | Alec Segaert        |
| 4ª     | 31 agosto    | Oostburg > Aalter                             | 178,5 | Jasper Philipsen   | Alec Segaert        |
| 5ª     | 1º settembre | Menen > Geraardsbergen                        | 202,5 | Arnaud De Lie      | Tim Wellens         |
| Totale | Totale       | Totale                                        | 745,5 |                    |                     |

## Squadre e corridori partecipanti
| N.      | Cod. | Squadra                 |
| ------- | ---- | ----------------------- |
| 1-7     | UAD  | UAE Team Emirates       |
| 11-17   | ADC  | Alpecin-Deceuninck      |
| 21-27   | SOQ  | Soudal Quick-Step       |
| 31-37   | IWA  | Intermarché-Wanty       |
| 41-47   | TVL  | Team Visma-Lease a Bike |
| 51-57   | LTK  | Lidl-Trek               |
| 61-67   | LTD  | Lotto Dstny             |
| 71-77   | TBV  | Bahrain Victorious      |
| 81-87   | IGD  | Ineos Grenadiers        |
| 91-97   | RBH  | Red Bull-Bora-Hansgrohe |
| 101-107 | ARK  | Arkéa-B&B Hotels        |
| 111-117 | COF  | Cofidis                 |

| N.      | Cod. | Squadra                         |
| ------- | ---- | ------------------------------- |
| 121-127 | DAT  | Decathlon AG2R La Mondiale Team |
| 131-137 | EFE  | EF Education-EasyPost           |
| 141-147 | GFC  | Groupama-FDJ                    |
| 151-157 | MOV  | Movistar Team                   |
| 161-167 | DFP  | Team DSM-Firmenich PostNL       |
| 171-177 | JAY  | Team Jayco AlUla                |
| 181-187 | AST  | Astana Qazaqstan Team           |
| 191-197 | BWB  | Bingoal WB                      |
| 201-207 | TFB  | Team Flanders-Baloise           |
| 211-217 | TDT  | TDT-Unibet                      |
| 221-227 | TUD  | Tudor Pro Cycling Team          |

## Dettagli delle tappe

### 1ª tappa
- 28 agosto: Riemst > Bilzen – 163,6 km

Risultati
| Pos. | Corridore        | Squadra | Tempo    |
| ---- | ---------------- | ------- | -------- |
| 1    | Jonathan Milan   | Lidl    | 3h41'01" |
| 2    | Jasper Philipsen | Alpecin | s.t.     |
| 3    | Axel Zingle      | Cofidis | s.t.     |

| Pos. | Corridore        | Squadra    | Tempo    |
| ---- | ---------------- | ---------- | -------- |
| 1    | Jonathan Milan   | Lidl       | 3h40'51" |
| 2    | Jasper Philipsen | Alpecin    | a 4"     |
| 3    | Axel Huens       | TDT-Unibet | s.t.     |

### 2ª tappa
- 29 agosto: Tessenderlo > Tessenderlo – Cronometro individuale – 15,4 km

Risultati
| Pos. | Corridore        | Squadra | Tempo  |
| ---- | ---------------- | ------- | ------ |
| 1    | Alec Segaert     | Lotto   | 16'59" |
| 2    | Magnus Sheffield | Ineos   | a 7"   |
| 3    | Stefan Bissegger | EF      | a 10"  |

| Pos. | Corridore        | Squadra | Tempo    |
| ---- | ---------------- | ------- | -------- |
| 1    | Alec Segaert     | Lotto   | 3h58'00" |
| 2    | Magnus Sheffield | Ineos   | a 7"     |
| 3    | Tobias Foss      | Ineos   | a 11"    |

### 3ª tappa
- 30 agosto: Blankenberge > Ardooie – 185,5 km

Risultati
| Pos. | Corridore        | Squadra | Tempo    |
| ---- | ---------------- | ------- | -------- |
| 1    | Jonathan Milan   | Lidl    | 3h58'30" |
| 2    | Jasper Philipsen | Alpecin | s.t.     |
| 3    | Max Walscheid    | Jayco   | s.t.     |

| Pos. | Corridore        | Squadra | Tempo    |
| ---- | ---------------- | ------- | -------- |
| 1    | Alec Segaert     | Lotto   | 7h55'17" |
| 2    | Magnus Sheffield | Ineos   | a 7"     |
| 3    | Tobias Foss      | Ineos   | a 11"    |

### 4ª tappa
- 31 agosto: Oostburg > Aalter – 178,5 km

Risultati
| Pos. | Corridore          | Squadra | Tempo    |
| ---- | ------------------ | ------- | -------- |
| 1    | Jasper Philipsen   | Alpecin | 3h37'08" |
| 2    | Christophe Laporte | Visma   | s.t.     |
| 3    | Arnaud De Lie      | Lotto   | s.t.     |

| Pos. | Corridore        | Squadra | Tempo     |
| ---- | ---------------- | ------- | --------- |
| 1    | Alec Segaert     | Lotto   | 11h32'25" |
| 2    | Magnus Sheffield | Ineos   | a 7"      |
| 3    | Tobias Foss      | Ineos   | a 11"     |

### 5ª tappa
- 1º settembre: Menen > Geraardsbergen – 202,5 km

Risultati
| Pos. | Corridore        | Squadra  | Tempo    |
| ---- | ---------------- | -------- | -------- |
| 1    | Arnaud De Lie    | Lotto    | 4h30'56" |
| 2    | Tim Wellens      | UAE      | a 5"     |
| 3    | Valentin Madouas | Groupama | a 17"    |

| Pos. | Corridore          | Squadra | Tempo     |
| ---- | ------------------ | ------- | --------- |
| 1    | Tim Wellens        | UAE     | 16h03'28" |
| 2    | Alec Segaert       | Lotto   | a 40"     |
| 3    | Per Strand Hagenes | Visma   | a 42"     |

## Evoluzione delle classifiche
| Tappa              | Vincitore          | Classifica generale Maglia blu | Classifica a punti Maglia azzurra | Classifica combattività Maglia bianca | Classifica a squadre    |
| ------------------ | ------------------ | ------------------------------ | --------------------------------- | ------------------------------------- | ----------------------- |
| 1ª                 | Jonathan Milan     | Jonathan Milan                 | Jonathan Milan                    | Jordy Bouts                           | Lidl-Trek               |
| 2ª                 | Alec Segaert       | Alec Segaert                   | Alec Segaert                      | Jordy Bouts                           | Ineos Grenadiers        |
| 3ª                 | Jonathan Milan     | Alec Segaert                   | Jonathan Milan                    | Jordy Bouts                           | Ineos Grenadiers        |
| 4ª                 | Jasper Philipsen   | Alec Segaert                   | Jasper Philipsen                  | Jordy Bouts                           | Ineos Grenadiers        |
| 5ª                 | Arnaud De Lie      | Tim Wellens                    | Jasper Philipsen                  | Jordy Bouts                           | Team Visma-Lease a Bike |
| Classifiche finali | Classifiche finali | Tim Wellens                    | Jasper Philipsen                  | Jordy Bouts                           | Team Visma-Lease a Bike |

Maglie indossate da altri ciclisti in caso di due o più maglie vinte
- Nella 2ª tappa Jasper Philipsen ha indossato la maglia azzurra al posto di Jonathan Milan.
- Nella 3ª tappa Jonathan Milan ha indossato la maglia azzurra al posto di Alec Segaert.

## Classifiche finali

### Classifica generale - Maglia verde
| Pos. | Corridore          | Squadra   | Tempo     |
| ---- | ------------------ | --------- | --------- |
| 1    | Tim Wellens        | UAE       | 16h03'28" |
| 2    | Alec Segaert       | Lotto     | a 40"     |
| 3    | Per Strand Hagenes | Visma     | a 42"     |
| 4    | Christophe Laporte | Visma     | a 51"     |
| 5    | Stan Dewulf        | Decathlon | a 55"     |
| 6    | Jasper Philipsen   | Alpecin   | a 57"     |
| 7    | Ben Turner         | Ineos     | a 58"     |
| 8    | Matej Mohorič      | Bahrain   | a 1'01"   |
| 9    | M. Schachmann      | Red Bull  | a 1'03"   |
| 10   | Alberto Bettiol    | Astana    | a 1'04"   |

### Classifica a punti - Maglia rossa
| Pos. | Corridore          | Squadra  | Punti |
| ---- | ------------------ | -------- | ----- |
| 1    | Jasper Philipsen   | Alpecin  | 80    |
| 2    | Arnaud De Lie      | Lotto    | 62    |
| 3    | Christophe Laporte | Visma    | 49    |
| 4    | Paul Penhoët       | Groupama | 46    |
| 5    | Tim Wellens        | UAE      | 42    |

### Classifica combattività - Maglia bianca
| Pos. | Corridore        | Squadra    | Punti |
| ---- | ---------------- | ---------- | ----- |
| 1    | Jordy Bouts      | TDT-Unibet | 52    |
| 2    | Axel Huens       | TDT-Unibet | 26    |
| 3    | Alex Colman      | Flanders   | 16    |
| 4    | Warre Vangheluwe | Soudal     | 13    |
| 5    | Ward Vanhoof     | Flanders   | 13    |

### Classifica a squadre
| Pos. | Squadra                         | Tempo     |
| ---- | ------------------------------- | --------- |
| 1    | Team Visma-Lease a Bike         | 48h13'16" |
| 2    | Decathlon AG2R La Mondiale Team | a 1'35"   |
| 3    | EF Education-EasyPost           | a 1'47"   |
| 4    | Groupama-FDJ                    | a 1'51"   |
| 5    | Lotto Dstny                     | a 2'23"   |